# غلة شين
غلة شين هي قرية في مقاطعة سلماس، إيران. يقدر عدد سكانها بـ 19 نسمة بحسب إحصاء 2016.